# Dallund
Dallund är en herrgård, belägen cirka 15 kilometer nordväst om Odense i Nordfyns kommun i Danmark. Godsets marker omfattar 108 hektar (2006). Dallund omnämns för första gången 1340 och tillhörde den danska adelssläkten Bryske fram till 1614.